# S.W.A.T.: Спецназ города ангелов
«S.W.A.T.: Спецна́з го́рода а́нгелов» (англ. S.W.A.T.) — американский криминальный боевик 2003 года по мотивам одноимённого телесериала.

## Сюжет
Четверо вооружённых грабителей захватывают отделение банка и заложников. Полиция под шквальным огнём бандитов оцепляет здание и вызывает полицейский спецназ SWAT. Четверо бойцов спецназа высаживаются на крыше и продвигаются внутрь здания, но получают приказ остановиться. Офицер Брайан Гэмбл отказывается выполнить приказ и идёт дальше, его напарник Джим Стрит вынужден двигаться за ним. Бандиты собираются убить заложницу, один из них держит её за шею, приставив пистолет к её голове. Стрит и Гэмбл расправляются с бандитами, пуля Гэмбла ранит заложницу, которая подаёт на город многомиллионный иск. Лейтенант Веласкес заступается за бойцов и командир дивизиона Метро капитан Фуллер переводит обоих в «оружейку». Разгневанный Гэмбл покидает ряды полиции. Фуллер предлагает Стриту дать письменные показания против Гэмбла, обещая потом вернуть его в SWAT, но тот отказывается. Гэмбл обвиняет Стрита, что он сдал его Фуллеру, Стрит неожиданно понимает, что Гэмбл стал неуправляемым, их пятилетняя совместная служба пришла к концу.
Спустя полгода начальство вызывает из отставки ветерана спецназа сержанта Дэна «Хондо» Харрельсона, дав поручение собрать сильную команду спецназа. Хондо замечает в «оружейке» Стрита и просит его объехать с ним кандидатов в отряд. В конце поездки он предлагает Стриту присоединиться к отряду.
Новообразованная команда проходит тренировки и сдаёт выпускной экзамен, освобождая «захваченный террористами» самолёт. В это время дорожная полиция случайно задерживает нарушителя, который позднее опознаётся как опасный и очень богатый преступник международного масштаба Алекс Монтель. Отряд спецназа получает приказ перевезти его в федеральную тюрьму. В это время подручные Монтеля совершают нападение на тюремный автобус, но прибывшая команда Харрельсона обезвреживает злоумышленников. По прибытии спецназовцев с преступником к центральной городской тюрьме их ожидают журналисты, и Монтель выкрикивает перед камерами обещание заплатить 100 миллионов долларов за своё освобождение, так что перед командой встаёт непростая задача.
Снайпер (чьё лицо плохо видно) двумя выстрелома пробивает бензобак и корпус вертолёта, на котором должны были этапировать преступника. Вертолёт падает и взрывается. После этого бандиты прямо среди белого дня устраивают засаду на конвой в центре города, но освобождают лишь манекен Монтеля, в то время как его самого ведут подземным туннелем. Команда Хондо перевозит Монтеля на джипах по ночному городу. Гэмбл с подручным и предатель Ти Джей освобождают Монтеля. Оказывается, что это именно Гэмбл был снайпером, сбившим вертолёт. Стрит бросается в погоню, но преступники уезжают в вагоне метро.
Захваченный помощниками Гэмбла самолёт приземляется прямо на мосту, но появившаяся команда Харрельсона побеждает преступников. Монтель захвачен, Ти Джей пускает себе пулю в голову, Стрит преследует Гэмбла и побеждает злодея в рукопашном бою, толкнув его под проезжающий поезд.

## В ролях
| Актёр               | Роль                           |
| ------------------- | ------------------------------ |
| Сэмюэл Л. Джексон   | сержант Дэн «Хондо» Харрельсон |
| Колин Фаррелл       | Джим Стрит                     |
| Мишель Родригес     | офицер Крис Санчес             |
| LL Cool J           | офицер Дикон «Дик» Кей         |
| Джош Чарльз         | офицер Ти Джей Маккейб         |
| Джереми Реннер      | Брайан Гэмбл                   |
| Брайан Ван Холт     | Майкл Боксер                   |
| Оливье Мартинес     | Алекс Монтель преступник       |
| Рег Э. Кэти         | лейтенант Грег Веласкес        |
| Ларри Пойндекстер   | капитан Томас Фуллер           |
| Пейдж Кеннеди       | Трэвис                         |
| Рид Даймонд         | офицер Дэвид Берресс           |
| Мэтт Джеральд       | Ник                            |
| Доменик Ломбардоцци | GQ                             |
| Кен Давитян         | дядя Мартин Гаскойн            |

## Производство
Зак Снайдер отказался режиссировать данный фильм.

## Отзывы критиков
На сайте Rotten Tomatoes у фильма 48 % положительных рецензий на основе 168 рецензий со средней оценкой 5,4 из 10. На Metacritic — 45 баллов из 100 на основе 35 рецензий, что соответствует статусу «смешанные или средние отзывы».

## Номинации
- 2003 — номинация на премию Ирландской академии кино и телевидения — «Лучший актёр» (Колин Фаррелл).
- 2004 — номинация на премию Национальной ассоциации содействия прогрессу цветного населения — «Лучший актёр» (Сэмюэл Л. Джексон).